# 加里森 (密蘇里州)
加里森（英語：Garrison）是位於美國密蘇里州克里斯蒂安縣的非建制地區。

## 歷史
加里森的郵局於1884年設立，其後於1995年停運。

## 地理
加里森所處的海拔為高於海平面271米（即889英呎），而該地所採用的時區為UTC-6，即北美中部時區（CST）。同時該地設有夏令時間，為UTC-6調快一小時，即UTC-5（CDT）。